# Steve Silberman
Pour les articles homonymes, voir Silberman.
Steve Silberman, né le 23 décembre 1957 à Ithaca, et mort le 28 août 2024, est un écrivain américain habitant San Francisco (Californie). Silberman est plus connu comme un auteur de Wired, magazine dont il a été rédacteur et contributeur pendant 14 ans.
En 2010, Silberman reçoit un prix de l'Association américaine pour l'avancement des sciences. Son article vedette The Placebo Problem traite de l'impact des placebo sur l'industrie pharmaceutique.

## Biographie
Steve Silberman naît en 1957 à Ithaca, dans l'État de New York. Adolescent, il étudie avec des auteurs de la Beat Generation : Allen Ginsberg, William S. Burroughs et Gregory N. Corso. Plus tard, il est l'assistant de Ginsberg à l'université Naropa (en) de Boulder, dans le Colorado. Il obtient plusieurs diplômes en psychologie à l'Oberlin College, dans l'Ohio, puis en littérature anglaise à l'université de Californie à Berkeley. Il publie également dans The New Yorker, Nature et Time. Son TED talk, intitulé The Forgotten History of Autism (« L'Histoire oubliée de l'autisme »), a été vu plus d'un million de fois.
En 2015, il publie NeuroTribes, une essai sur l'autisme et la neurodiversité. Succès de librairie aux États-Unis et au Royaume-Uni, il remporte le Prix Samuel Johnson,. Silberman a écrit l'article The Geek Syndrome, portant sur l'autisme dans la Silicon Valley, qui a été référencé par de nombreuses sources et décrit comme significatif pour la perception de l'autisme.